# Ismael Hernández
Ismael Marcelo Hernández Uscanga (Cuautla, 23 de janeiro de 1990) é um pentatleta mexicano, medalhista olímpico.

## Carreira
Teve problema com doping após um resultado positivo para clembuterol nos Jogos Centro-Americanos e do Caribe de 2010, sendo suspenso entre 2010 e 2012. Uma fratura ao cair do cavalo antes da Olimpíada de 2012 o impediu de ir para Londres. Hernández representou seu país nos Jogos Olímpicos de Verão de 2016, na qual conquistou a medalha de bronze na prova individual. Foi seu primeiro pódio em uma competição a nível mundial.